# Lijst van voetbalinterlands België - Ierland
Deze lijst van voetbalinterlands is een overzicht van alle officiële voetbalwedstrijden tussen de nationale teams van België en Ierland. De landen hebben tot op heden zeventien keer tegen elkaar gespeeld. De eerste ontmoeting was een vriendschappelijke wedstrijd en werd gespeeld in Luik op 12 februari 1928. Het laatste duel, eveneens een vriendschappelijke wedstrijd, vond plaats op 23 maart 2024 in Dublin.

## Wedstrijden
| №  | Plaats   | Datum             | Competitie           | Wedstrijd                | Uitslag |
| -- | -------- | ----------------- | -------------------- | ------------------------ | ------- |
| 1  | Luik     | 12 februari 1928  | Vriendschappelijk    | België − Ierse Vrijstaat | 2 − 4   |
| 2  | Dublin   | 20 april 1929     | Vriendschappelijk    | Ierse Vrijstaat − België | 4 − 0   |
| 3  | Brussel  | 11 mei 1930       | Vriendschappelijk    | België − Ierse Vrijstaat | 1 − 3   |
| 4  | Dublin   | 25 februari 1934  | WK 1934 kwalificatie | Ierse Vrijstaat − België | 4 − 4   |
| 5  | Dublin   | 24 april 1949     | Vriendschappelijk    | Ierland − België         | 0 − 2   |
| 6  | Brussel  | 10 mei 1950       | Vriendschappelijk    | België − Ierland         | 5 − 1   |
| 7  | Dublin   | 24 maart 1965     | Vriendschappelijk    | Ierland − België         | 0 − 2   |
| 8  | Luik     | 25 mei 1966       | Vriendschappelijk    | België − Ierland         | 2 − 3   |
| 9  | Dublin   | 15 oktober 1980   | WK 1982 kwalificatie | Ierland − België         | 1 − 1   |
| 10 | Brussel  | 25 maart 1981     | WK 1982 kwalificatie | België − Ierland         | 1 − 0   |
| 11 | Brussel  | 10 september 1986 | EK 1988 kwalificatie | België − Ierland         | 2 − 2   |
| 12 | Dublin   | 29 april 1987     | EK 1988 kwalificatie | Ierland − België         | 0 − 0   |
| 13 | Dublin   | 29 oktober 1997   | WK 1998 kwalificatie | Ierland − België         | 1 − 1   |
| 14 | Brussel  | 15 november 1997  | WK 1998 kwalificatie | België − Ierland         | 2 − 1   |
| 15 | Bordeaux | 18 juni 2016      | EK 2016              | België − Ierland         | 3 − 0   |
| 16 | Dublin   | 26 maart 2022     | Vriendschappelijk    | Ierland − België         | 2 − 2   |
| 17 | Dublin   | 23 maart 2024     | Vriendschappelijk    | Ierland − België         | 0 − 0   |

## Samenvatting
| Competitie        | Totaal gespeeld | Winst België | Gelijk | Winst Ierland | Doelsaldo België – Ierland |
| ----------------- | --------------- | ------------ | ------ | ------------- | -------------------------- |
| WK-kwalificatie   | 5               | 2            | 3      | 0             | 9 − 7                      |
| EK-eindronde      | 1               | 1            | 0      | 0             | 3 − 0                      |
| EK-kwalificatie   | 2               | 0            | 2      | 0             | 2 − 2                      |
| Vriendschappelijk | 9               | 3            | 2      | 4             | 16 − 17                    |
| Totaal            | 17              | 6            | 7      | 4             | 30 − 26                    |

Wedstrijden bepaald door strafschoppen worden, in lijn met de FIFA, als een gelijkspel gerekend.